# مالووا گورا
مالووا گورا (به لاتین: Malowa Góra) یک روستا در لهستان است که در گمینا زالشه واقع شده‌است.